# Cuộc vây hãm Rocroi
Cuộc vây hãm Rocroi là một trận vây hãm trong chiến dịch chống Pháp của quân đội Phổ–Đức vào các năm 1870 – 1871, đã diễn ra trong tháng 1 năm 1871 tại Rocroi – một pháo đài của Pháp nằm về hướng tây Sedan. Sau một cuộc pháo kích do quân đội Phổ thực hiện, người sĩ quan chỉ huy của quân đội Pháp tại pháo đài Rocroi đã bị buộc phải đầu hàng các lực lượng Phổ thuộc Sư đoàn Dân quân dưới quyền tướng Schuler von Senden do tướng Von Woyna II chỉ huy. Với thành công trong cuộc bao vây Rocroi, quân đội Phổ đã thu được về tay mình hàng trăm tù binh (trong số đó có một vài sĩ quan) cùng với không ít kho dự trữ, trang phục và đại bác hạng nặng của người Pháp. Trong trận bao vây này, thị trấn Rocroi đã bị phá hủy nặng nề. Sự thất thủ của Rocroi ghi dấu một trong những chiến thắng liên tiếp của quân đội Đức trong cuộc chiến tranh.
Pháo đài Rocroi nhỏ bé, nằm ở biên giới Pháp – Bỉ, tọa lạc trên một cao nguyên nhiều đồi núi tại vùng rừng Ardennes, các Mézières về phía tây bắc, đã từng bị quân đội Phổ đánh chiếm vào năm 1815 trong những cuộc chiến tranh của Napoléon. Sau khi quân Phổ dưới sự chỉ huy của Thiếu tướng Wilhelm von Woyna hạ được pháo đài Mézières vào ngày 2 tháng 1 năm 1871, sư đoàn số 14 của Phổ đã được nghỉ ngơi trong vòng vài ngày để dàn xếp cho các hoạt động quân sự tiếp theo của họ. Để đỡ tốn thời gian và vật liệu cho các cuộc phong tỏa pháo đài như những trận vây hãm trước đó trong cuộc chiến, người Đức đã quyết định đánh chiếm Rocroi bằng một cuộc tấn công đột ngột. Và, vào ngày 4 tháng 1, nhằm đánh úp Rocroi, các lực lượng bộ binh và kỵ binh Đức thuộc sư đoàn của tướng Von Senden, cùng với các khẩu đội pháo dã chiến đã xuất quân. Họ đã tiếp cận với pháo đài vào cuối ngày hôm đó, và bầu trời chạng vạng sáng ngày 5 tháng 1 đã ngăn ngừa quân Pháp trong pháo đài thực hiện trinh sát. Họ hoàn toàn bất ngờ trước sự hiện diện của đối phương – một minh chứng cho tài nghệ của người Phổ trong việc thực hiện chiến dịch. Với sự chuẩn bị kỹ lưỡng, quân Phổ đã hợp vây được Rocroi, song khi người Đức đề nghị viên sĩ quan chỉ huy quân trú phòng Pháp đầu hàng, sương mù trong buổi sáng đã che khuất các đoàn quân Đức ở phía trước Rocroi. Người sĩ quan chỉ huy của Pháp đã từ chối đầu hàng, và quân đội Đức đã tiến hành công pháo vào Rocroi. Trước tình hình đó, nhiều binh sĩ thuộc lực lượng Garde Mobile của Pháp phải trốn chạy, và đám cháy đã bùng lên trong thị trấn. Cuộc kháng cự quyết liệt của lực lượng pháo binh Pháp đã thất bại, và cuộc pháo kích của quân Đức đã đem lại thắng lợi quyết định cho họ. Đến chiều tối, một sĩ quan Đức được lệnh kêu gọi quân Pháp đầu hàng và người sĩ quan này đã nhận thấy tình cảnh rối ren của quân đội Pháp đồn trú và thị dân ở Rocroi.
Người sĩ quan chỉ huy của quân đội Pháp đồn trú đã thúc bách quân đội Đức có lẽ nên tiến nhanh vào Rocroi – pháo đài duy nhất bị quân Đức chiếm bằng một cuộc đột kích trong chiến tranh. Với cuộc đầu hàng của quân Pháp, quân Đức đã kéo vào thị trấn và ngừng bắn. Gần một nửa số lượng lính pháo binh Pháp tại Rocroi đã bỏ chạy, phần còn lại bị đưa về nước Đức.